# Pullea perryana
Espèce
Classification phylogénétique
Statut de conservation UICN

 NT  : Quasi menacé
Pullea perryana est une espèce de plante du genre Pullea et de la famille des Cunoniaceae.